# Septonema secedens
Septonema secedens är en svampart som beskrevs av Corda 1837. Septonema secedens ingår i släktet Septonema, klassen Dothideomycetes, divisionen sporsäcksvampar och riket svampar.   Inga underarter finns listade i Catalogue of Life.